# Caroline van Brunswijk
Caroline Amalia Elisabeth van Brunswijk-Wolfenbüttel (Brunswijk, 17 mei 1768 - Londen, 7 augustus 1821), behorend tot het huis Welfen, was een dochter van hertog Karel Willem Ferdinand van Brunswijk-Wolfenbüttel en prinses Augusta Frederika van Hannover. Zij was gedurende korte tijd (1820-1821) koningin-gemalin van het Verenigd Koninkrijk en Hannover.

## Levensloop

### Kroonprinses van Groot-Brittannië

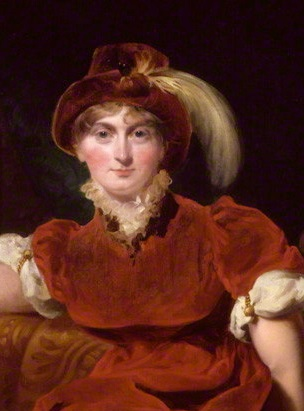
Caroline van Brunswijk in 1804.

In 1796 huwde Caroline met haar volle neef George, Prins van Wales (1762-1830), de latere koning George IV van het Verenigd Koninkrijk en Hannover. Het huwelijk, gearrangeerd wegens financiële moeilijkheden van de bruidegom, bleek meteen een ramp te zijn. Toen de prins zijn toekomstige echtgenote voor het eerst zag (enkele dagen voor het huwelijk) reageerde hij geschokt en vroeg terstond om een glas cognac om te kunnen bekomen. Al gauw bleek dat de echtelieden enorm verschilden. De prinses stond bekend om haar lichtzinnigheid, slechte hygiëne en gebrek aan tact. De prins was uiterst verfijnd, kunstzinnig en gesteld op luxe. Het kan dan ook een wonder genoemd worden dat het echtpaar er niettemin in slaagde een dochter op de wereld te brengen: Prinses Charlotte van Wales. Na een paar weken huwelijk scheidde het echtpaar van tafel en bed.
Tot haar dood in 1821 vocht Caroline onvermoeid voor haar rechten als Prinses van Wales en later, vanaf 1820, als koningin. Ondanks de steun van haar schoonvader George III liep haar reputatie te veel schade op en werd haar de toegang tot haar dochter gaandeweg door haar echtgenoot en schoonfamilie ontzegd. Aangezien de Britse koninklijke familie op dat moment niet populair was, besloot Caroline in te spelen op de gevoeligheden van de Britse bevolking en zorgde ze er op die manier voor dat ze een geduchte tegenstander bleef van de Prins van Wales, die haar hoe langer hoe meer begon te verachten. Toen George in 1811 prins-regent werd en besloot om verder te blijven regeren met de Tories onder leiding van Spencer Perceval en nadien Lord Liverpool, sloot Caroline een politiek verbond met de Whig Party, de liberale oppositiepartij.
Na het huwelijk van haar dochter in 1816 voelde Caroline zich overbodig en aangezien de Londense society haar in navolging van de Prins Regent begon te weren, besloot ze een rondreis te maken in Europa. Ze haalde al gauw de internationale pers door haar lichtzinnig gedrag en vermeende affaire met haar Italiaanse majordomo, hetgeen haar reeds precaire situatie nog meer schade berokkende.

### The Queen Caroline Affair

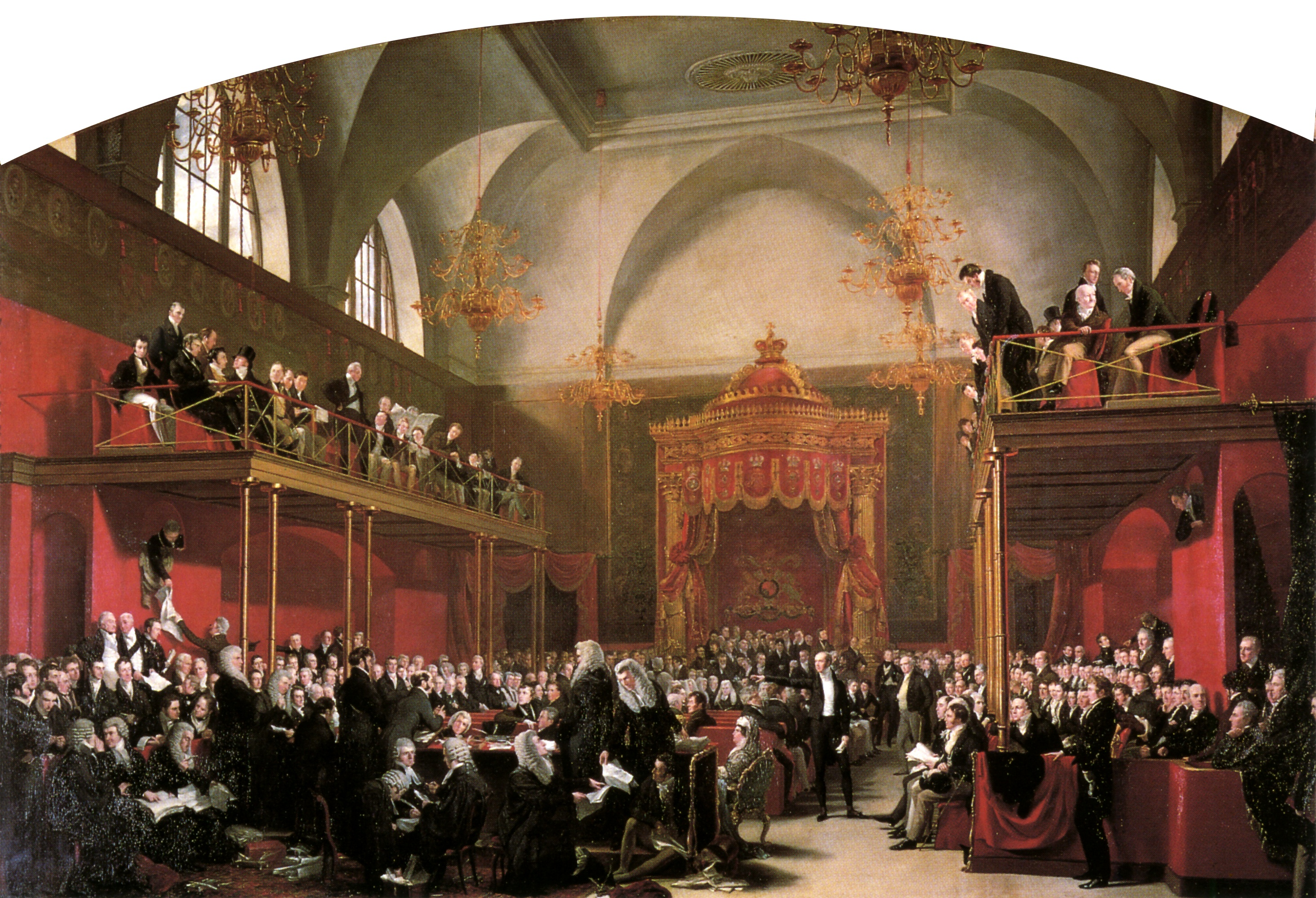
Het proces tegen koningin Caroline in het House of Lords.

Ze besloot na de troonsbestijging van haar echtgenoot in 1820 terug te keren. George, die de aanwezigheid van zijn vervreemde echtgenote onverdraaglijk vond, besloot zijn huwelijk te annuleren wegens overspel. Deze maatregel kan ironisch genoemd worden: George IV had voor zijn huwelijk met Caroline reeds een morganatisch en onwettig huwelijk gesloten met de katholieke Maria Fitzherbert en nam zelf de huwelijkstrouw allesbehalve serieus. Het schandaal culmineerde in een ophefmakend proces in het Britse Hogerhuis. Het proces berokkende de koning en regering veel schade dus werd besloten om de wet ter annulering van het ongelukkige huwelijk niet naar het Lagerhuis te sturen, de wet was namelijk met een kleine meerderheid door het Hogerhuis goedgekeurd. De koningin en Whigs, die Caroline steunden, triomfeerden en werden overal toegejuicht door de Britse bevolking - vooral bij de lagere bevolkingsklasse was "Queen Caroline" uitermate populair.
Dit ophefmakende hoofdstuk kreeg nog een staartje: tijdens de kroning van George IV werd Caroline de toegang tot de ceremonie ontzegd. De koningin droop teleurgesteld af en stelde vast dat zelfs de steun van "John Bull" was afgenomen. Ze overleed enkele weken later aan de gevolgen van een darmobstructie. Volgens haar wens werd ze begraven in haar geboorteland Brunswijk.

## Voorouders
| Overgrootouders                    | Ferdinand Albrecht II van Brunswijk-Wolfenbüttel (1680-1735) ∞ Antoinette Amalia van Brunswijk-Wolfenbüttel (1696-1762) | Ferdinand Albrecht II van Brunswijk-Wolfenbüttel (1680-1735) ∞ Antoinette Amalia van Brunswijk-Wolfenbüttel (1696-1762) | Frederik Willem I van Pruisen (1688–1740) ∞ 1706 Sophia Dorothea van Hannover (1687–1757)                  | Frederik Willem I van Pruisen (1688–1740) ∞ 1706 Sophia Dorothea van Hannover (1687–1757)                  | Koning George II van Groot-Brittannië (1683-1760) ∞ 1705 Prinses Caroline van Brandenburg-Ansbach (1683-1737)            | Koning George II van Groot-Brittannië (1683-1760) ∞ 1705 Prinses Caroline van Brandenburg-Ansbach (1683-1737)            | Hertog Frederik II van Saksen-Gotha-Altenburg (1676-1732) ∞ 1695 Prinses Magdalena Augusta van Anhalt-Zerbst (1679-1740) | Hertog Frederik II van Saksen-Gotha-Altenburg (1676-1732) ∞ 1695 Prinses Magdalena Augusta van Anhalt-Zerbst (1679-1740) | Hertog Frederik II van Saksen-Gotha-Altenburg (1676-1732) ∞ 1695 Prinses Magdalena Augusta van Anhalt-Zerbst (1679-1740) | Hertog Frederik II van Saksen-Gotha-Altenburg (1676-1732) ∞ 1695 Prinses Magdalena Augusta van Anhalt-Zerbst (1679-1740) |
| Grootouders                        | Karel I van Brunswijk-Wolfenbüttel (1713-1780) ∞ Philippina Charlotte van Pruisen (1716-1801)                           | Karel I van Brunswijk-Wolfenbüttel (1713-1780) ∞ Philippina Charlotte van Pruisen (1716-1801)                           | Karel I van Brunswijk-Wolfenbüttel (1713-1780) ∞ Philippina Charlotte van Pruisen (1716-1801)              | Karel I van Brunswijk-Wolfenbüttel (1713-1780) ∞ Philippina Charlotte van Pruisen (1716-1801)              | Frederik van Groot-Brittannië, prins van Wales (1707-1751) ∞ 1736 Prinses Augusta van Saksen-Gotha-Altenburg (1719-1772) | Frederik van Groot-Brittannië, prins van Wales (1707-1751) ∞ 1736 Prinses Augusta van Saksen-Gotha-Altenburg (1719-1772) | Frederik van Groot-Brittannië, prins van Wales (1707-1751) ∞ 1736 Prinses Augusta van Saksen-Gotha-Altenburg (1719-1772) | Frederik van Groot-Brittannië, prins van Wales (1707-1751) ∞ 1736 Prinses Augusta van Saksen-Gotha-Altenburg (1719-1772) | | |
| Ouders                             | Karel Willem Ferdinand van Brunswijk-Wolfenbüttel (1735-1806) ∞ Augusta Frederika van Hannover (1737-1813)              | Karel Willem Ferdinand van Brunswijk-Wolfenbüttel (1735-1806) ∞ Augusta Frederika van Hannover (1737-1813)              | Karel Willem Ferdinand van Brunswijk-Wolfenbüttel (1735-1806) ∞ Augusta Frederika van Hannover (1737-1813) | Karel Willem Ferdinand van Brunswijk-Wolfenbüttel (1735-1806) ∞ Augusta Frederika van Hannover (1737-1813) | Karel Willem Ferdinand van Brunswijk-Wolfenbüttel (1735-1806) ∞ Augusta Frederika van Hannover (1737-1813)               | Karel Willem Ferdinand van Brunswijk-Wolfenbüttel (1735-1806) ∞ Augusta Frederika van Hannover (1737-1813)               | Karel Willem Ferdinand van Brunswijk-Wolfenbüttel (1735-1806) ∞ Augusta Frederika van Hannover (1737-1813)               | Karel Willem Ferdinand van Brunswijk-Wolfenbüttel (1735-1806) ∞ Augusta Frederika van Hannover (1737-1813)               | | |
| Caroline van Brunswijk (1768-1821) | | | | | | | | | | |